# Давид Денг Аторбеј
Давид Денг Аторбеј (енгл. David Deng Athorbei) је министар финансија у Влади Јужног Судана. На позицију је постављен 10. јула 2011. од стране председника државе и премијера Салве Кира Мајардита. Мандат министра је у трајању од пет година. Претходно је обављао функцију министра финансија и економског планирања у Влади Аутономног региона Јужни Судан од 2005. до 2010. године. Дипломирао је на Универзитету у Картуму. Један од првих потеза министра Давида Денга било је увођење јужносуданске фунте, као званичне валуте у држави.